# Korowij Ruczej
Korowij Ruczej (ros. Коровий Ручей) – wieś (sieło) w Rosji, w Republice Komi, w rejonie ust-cylemskim. W 2010 liczyła 287 mieszkańców.